# Igreja de Santa Maria da Graça
A Igreja de Santa Maria da Graça, Igreja Paroquial de Santa Maria da Graça, Catedral de Setúbal ou Sé de Setúbal, é a igreja matriz de Setúbal localizada na atual freguesia de Setúbal (São Julião, Nossa Senhora da Anunciada e Santa Maria da Graça), no município de Setúbal, no Distrito de Setúbal, em Portugal.
A Igreja de Santa Maria da Graça está classificada como Imóvel de Interesse Público desde 1955.
Com arquitectura original de António Rodrigues, situa-se no coração do primitivo burgo medieval setubalense, tendo sido em torno desta que se desenvolveu o mais importante bairro medieval da cidade, assim como o centro religioso e político-administrativo.
Fundada no século XIII, o actual edifício é uma reconstrução do alto renascimento com uma imponente fachada maneirista. No interior colunas com frescos, talha e azulejos dos séculos XVII e XVIII.
Numa rua lateral, junto ao Terreiro de Santa Maria, encontra-se o pórtico gótico de uma antiga hospedaria – o Hospital de João Palmeiro.

## Galeria de imagens

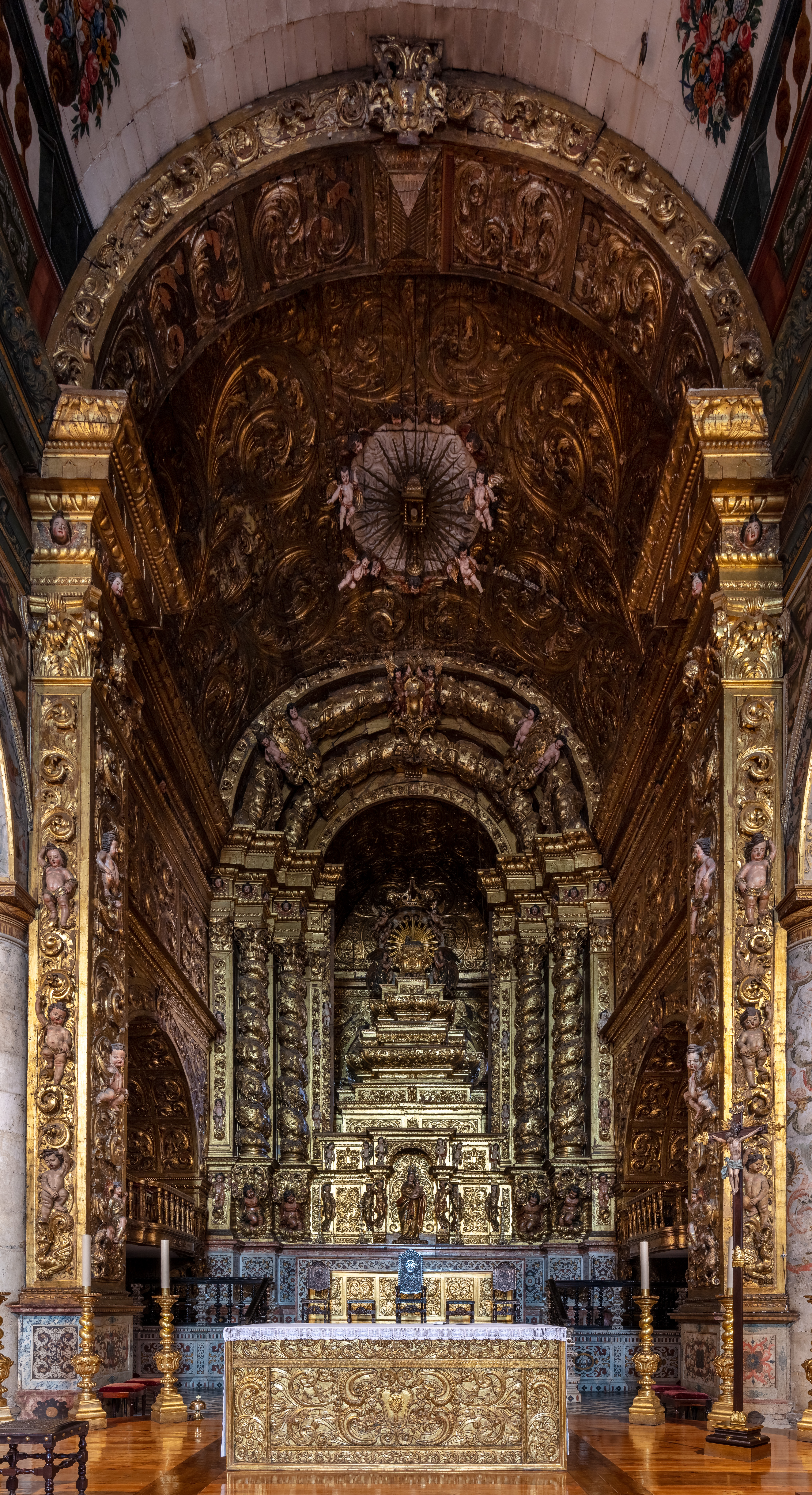
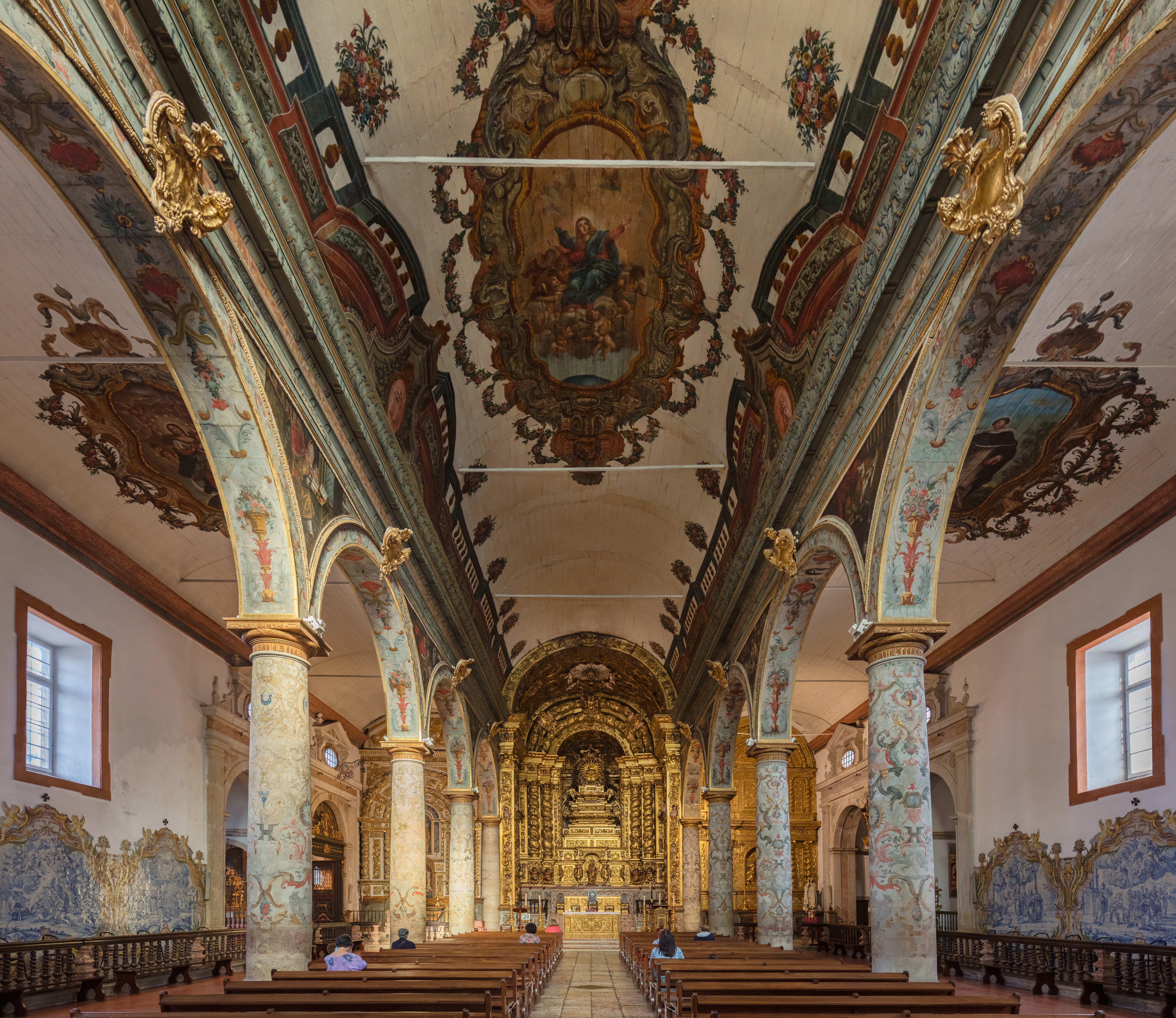
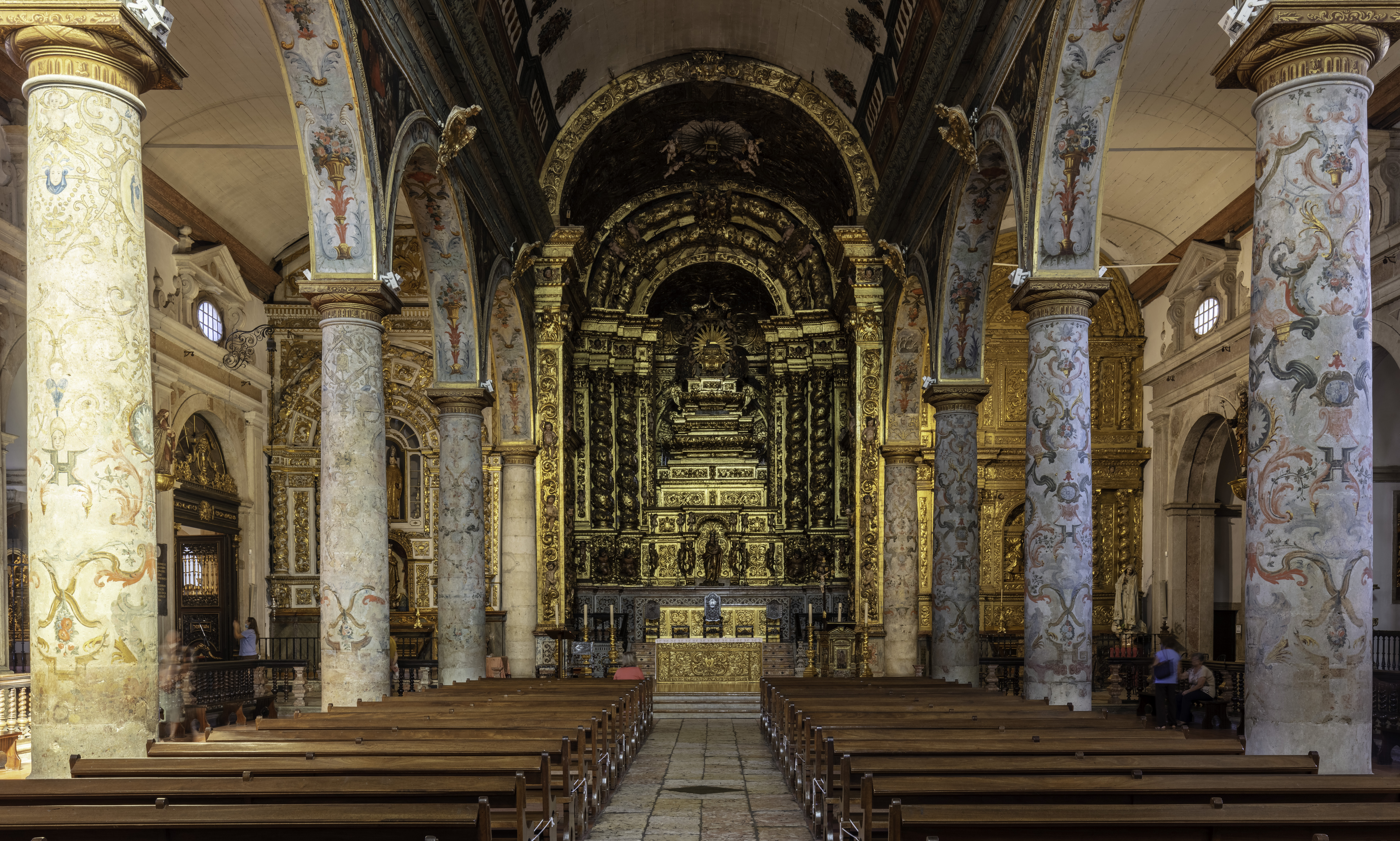
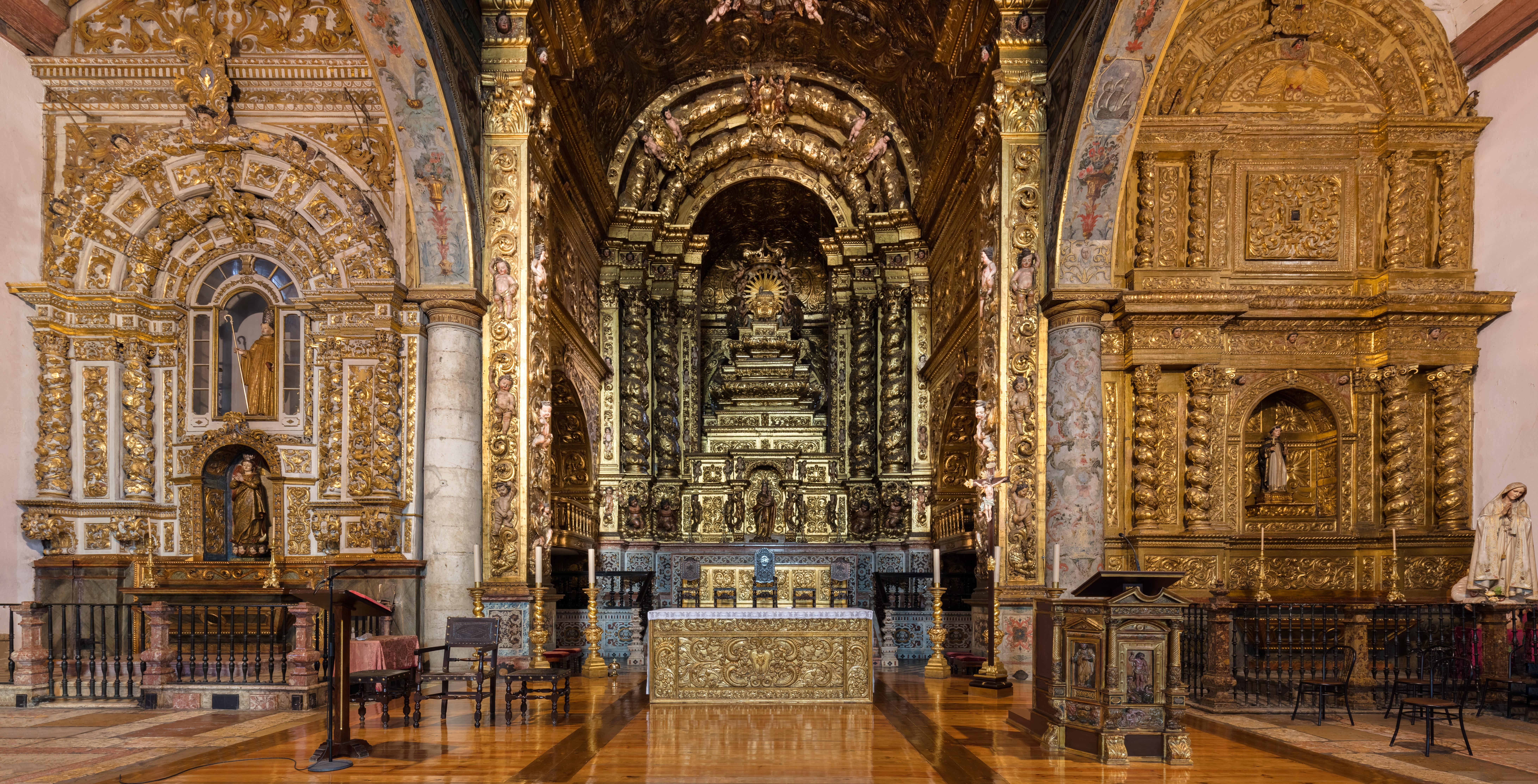
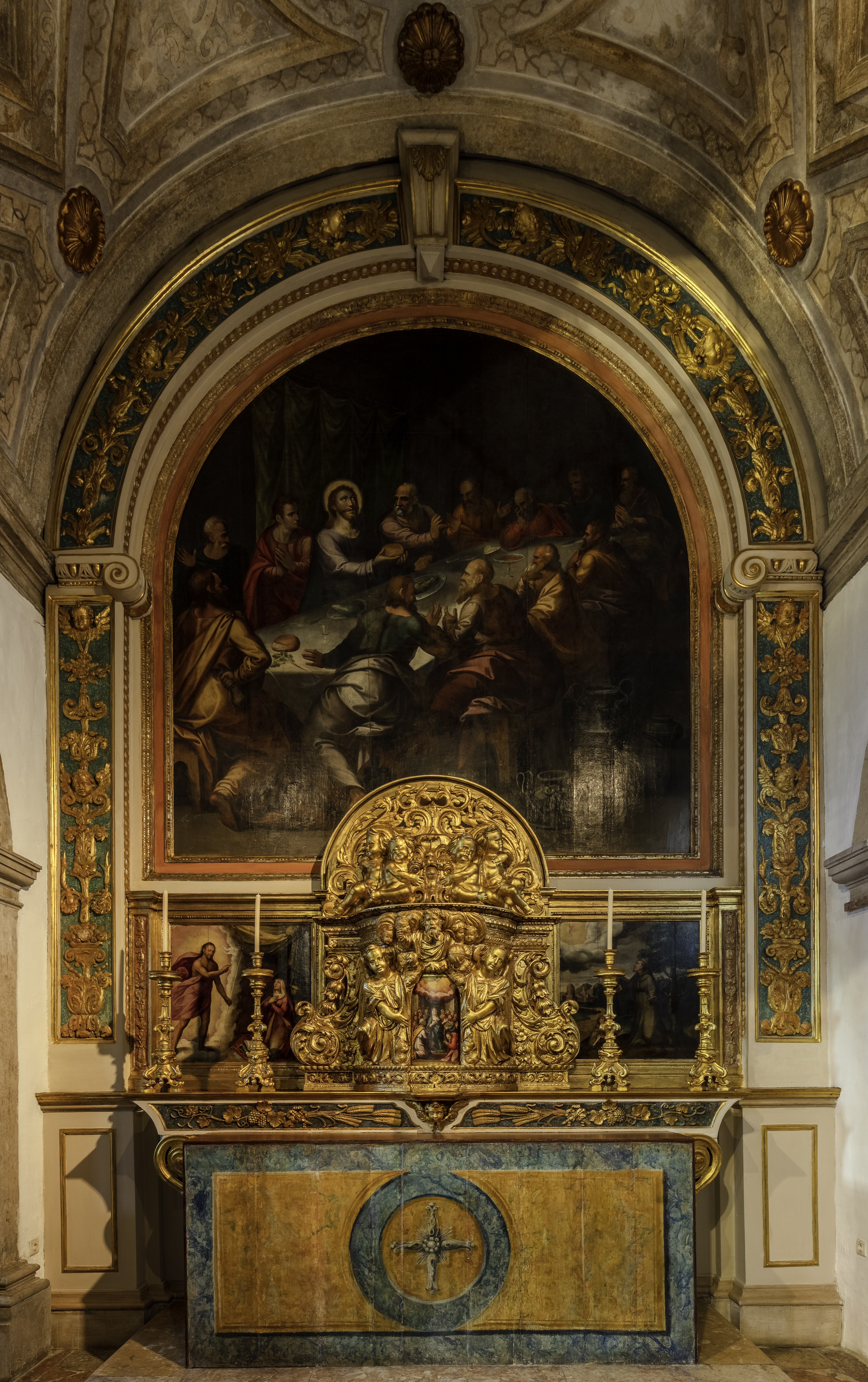
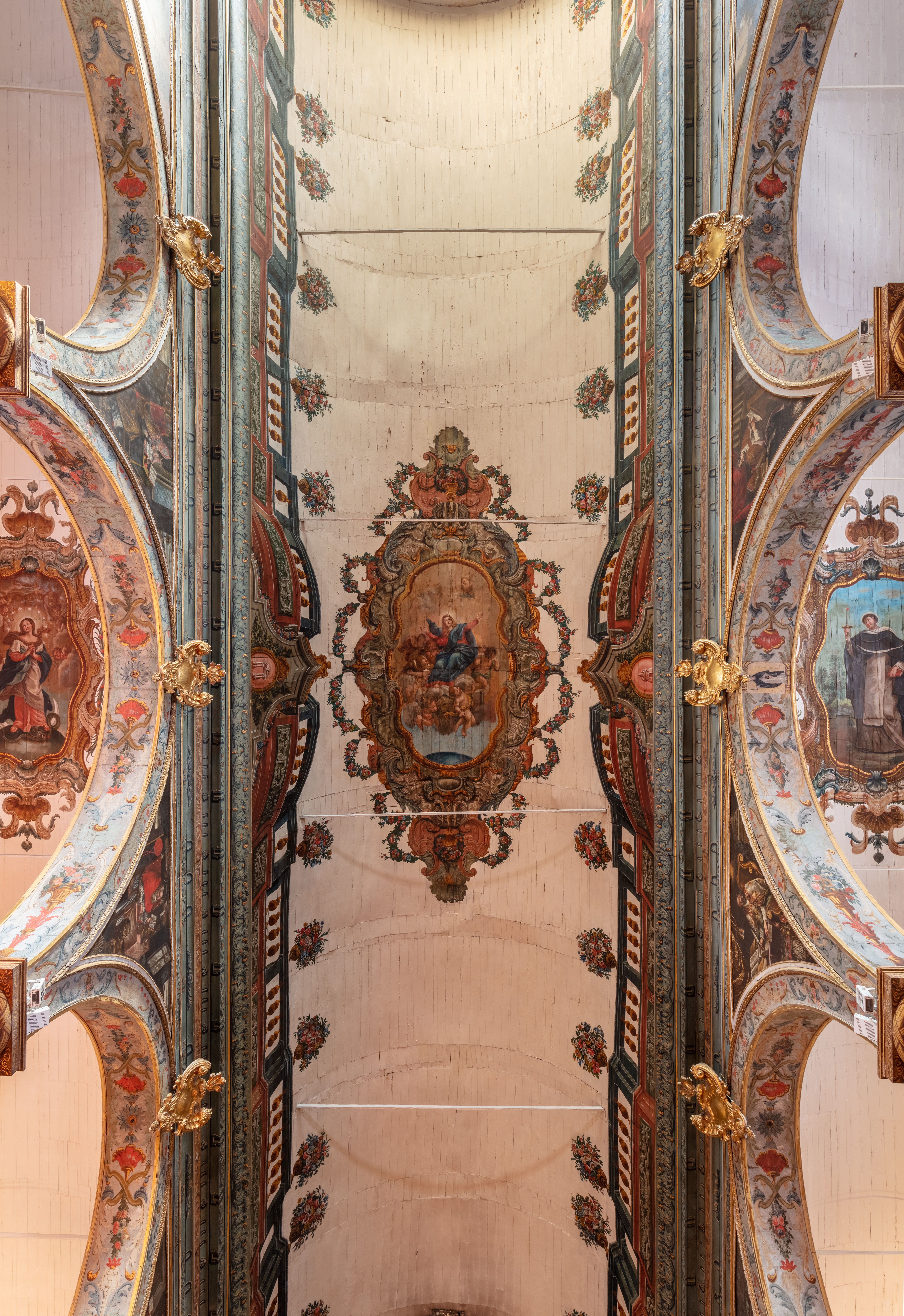